# Битва біля Курцієвого озера
За римською міфологією битва біля Курцієвого озера була останньою у війні між Римським Царством та сабінами (сабінянами) після масового викрадення Римом сабінських жінок, щоб взяти їх собі за наречених. Це сталося за правління Ромула, поблизу Курцієвого озера, майбутнього місця розташування Римського форуму.

## Передумови
Рим був заснований на Палатинському пагорбі. Поселення процвітало, воно перевершувало силою та розмірами усі сусідні. У місті бракувало молодих жінок, і жителі побоювалися, що їх зростання не може бути сталим, без збільшення кількості жіночою населення. Ромул звернувся до інших міст регіону з пропозицією створити союз і розподілити жінок між собою.
Отримавши відмову, Ромул оголосив фестиваль і запросив громадян Ценіни, Антемни, Крустумерія та Сабінії. Як тільки відбулися урочистостості, люди Ромула викрали дочок сабінів та інших гостей. Це викликало незадоволення, почалися бойові дії. Римляни перемогли трьох ворогів-сусідів, і тоді війну оголосили сабіни.
Обидві сторони витратили на підготовку близько року. За цей час Рим покращив свою оборону і був забезпечений підтримкою воїнів Альби-Лонги, посланими королем Нумітором і солдатів під командуванням друга Ромула і відомого полководця Лукумо. Після чергової невдалої спроби залагодити справу мирним шляхом, армія сабінів пішла у наступ.

## Битва
Весталка Тарпея, дочка командира римської цитаделі, Спурія Тарпея, зрадила Рим, показавши сабінам в'їзд у місто. Цитуючи Фабія і Цінція, Діонісій Галікарнаський пише, що цар сабінів Тіт Тацій обдурив дочку командира, запропонувавши їй, як думала дівчина, золоті браслети, які вони носять на лівій руці, замість цього вони розчавили її до смерті, накидавши на неї гору щитів. Луцій Пісо стверджував, що вона планувала обманути сабінян, і що вбили дівчину, коли її почали підозрювати у зраді. Лівій пише, що весталку просто підкупили, але і згадує хитрість, про яку говорив Діонісій.
Сабінська та римська армії вишикувалися на Палатинському і Капітолійському пагорбах; Сабінами командував Меттій Курцій, а римлянами — Хост Хостилій. Річка, що перед тим вийшла з берегів, зробила грунт в тій місцевості дуже грузьким.
Армії билися з доблестю, втрат зазнали обидві сторони.

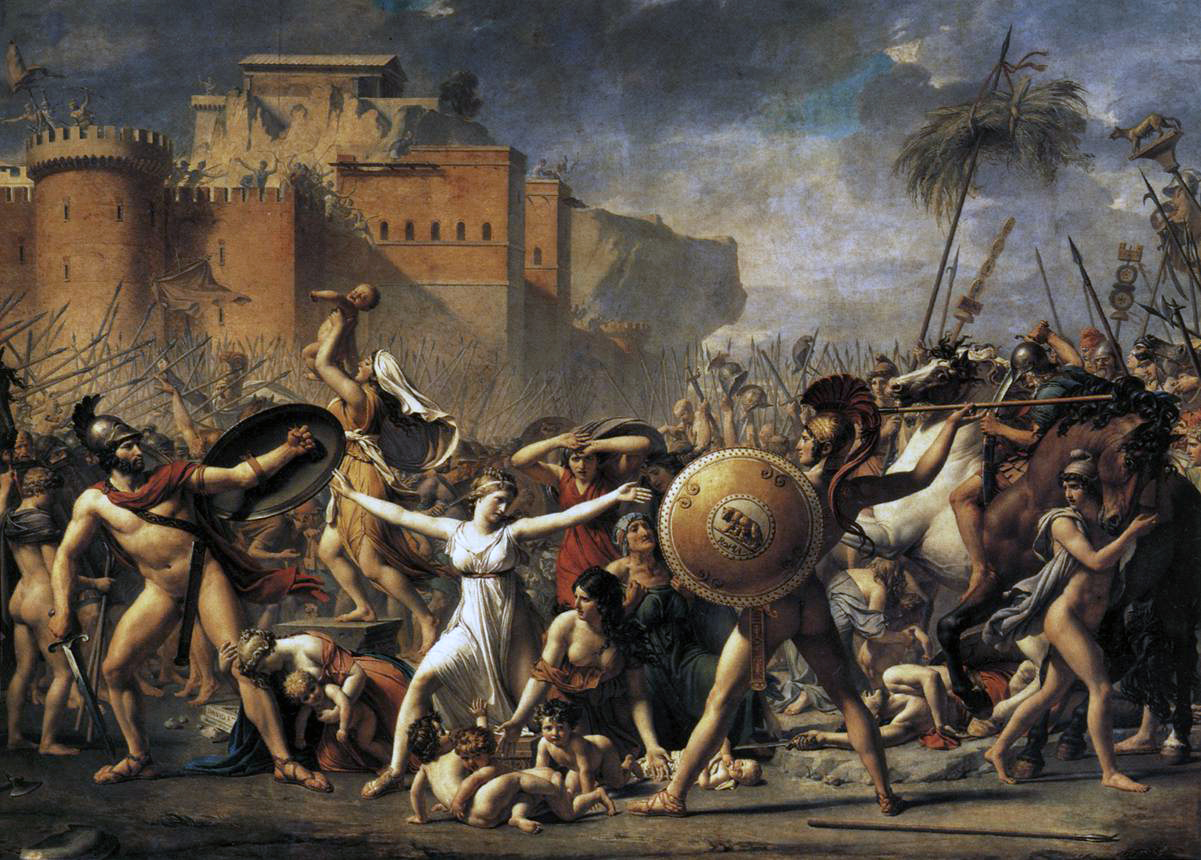
Сабінянки втручаються в бій, Жак-Луї Давід, 1799 рік.

У вирішальному бою армії зустрілися між двома пагорбами. Ромул і Лукумо успішно атакували з обох крил, але були змушені відійти, коли римляни прорвалися, щоб зупинити просування сабінян в центр під командуванням генерала Меттія Куртія. Сабіняни організовано відступили; Меттій і Ромул рушили один на одного і билися, поки Меттій не впав, він був поранений. Болотяне озеро завадило йому втекти, але він занурився в нього і певний час ще відбивав удари ворога. Як тільки Ромул повернувся, щоб напасти на сабінян, що залишилися, полководець вийшов із болота і благополучно повернувся до свого табору.
Коли Ромула поранили каменем в голову, ситуація знову змінилася, цього разу на користь сабінян, адже римляни втратили бойовий дух. Ромул видужав, і завдяки поновленню ресурсів римляни повернули собі перевагу і знову почали наступальні дії. На заході сонця, сабіняни відступили до цитаделі, і римляни припинили напад.
За словами Лівія, римляни зібралися біля підніжжя пагорба під стінами цитаделі, але сабіни відмовилися виходити на бій. Нарешті, незважаючи на несприятливі для бою умови, римська армія напала. Спочатку їх надихав героїзм Хоста Хостіліса, але лави римлян були розірвані, коли полководець впав, Ромул дав обіцянку Юпітеру, що він побудує новий храм «Юпітера Статора», якщо він затримає сабінів і підкріпить відвагу римлян. З криком Ромул повів свою армію на сабінян і розбив їх. Генерала сабінів Меттія кинув у болото його власний кінь.
Сабіняни перегрупувалися, і бій продовжився у районі між двома пагорбами, але тепер римська армія перемагала. Раптом викрадені сабінянки кинулися на поле битви і опинилися між двома арміями. Вони закликали обидві сторони припинити кровопролиття і прийняти один одного як сім'ю. Засоромлені, лідери двох народів припинили бій.
У своїй розповіді про битву біля Курцієвого озера Плутарх надає додаткові деталі, але основний виклад події такий же, як у Лівія та Діонісія. Він зазначає, що жінки не тільки припинили бій, але й принесли їжу та воду, піклувалися про поранених. Вони також скористалися можливістю, щоб познайомити своїх чоловіків та батьків. Жінки сабінян тепер не мали жодного обов'язку, окрім як прясти вовну для своїх чоловіків.

## Післяісторія
Після битви обидві сторони вирішили підписати мирний договір, що об'єднав два королівства, адміністративна влада була передана Риму. Його громадяни стали відомими як квірити. Курцієве озеро було назване так на честь лідера сабінян — Меттія Курція.